# Guchan
Guchan é uma comuna francesa na região administrativa de Occitânia, no departamento dos Altos Pirenéus. Estende-se por uma área de 2,59 km². Em 2010 a comuna tinha 149 habitantes (densidade: 57,5 hab./km²).